# بارأفيون
بارأفيون هي رواية هولندية من تأليف حفيظ بوعزة، صدرت سنة 2003 في أمستردام، وترجمت إلى عدة لغات.

## محتوى
تحكي الرواية المتوجة بالبومة الذهبية عن هجرة أسرته من قرية من شمال إفريقيا لايذكرها بالاسم إلى هولندا وعمره سبع سنوات، الرحلة قطعها مع أمه وستة من أشقائه. ترصد القصة حياة قرية من شمال أفريقيا رحل عنها جميع رجالها إلى بلد أجنبي ولا يتبقى فيها إلا طفل وحيد هو «بابا بالوك» من خلال شخصية هذا الطفل ومع المضي في عالمه الروائي الساحر نكتشف شيئا فشيئا أن الكاتب ينصب لقرائه فخا، فهو إنما يتخذ من حياة الطفل متكأ لرصد حياة ثلاثة أجيال: الأب والجد والحفيد. الثلاثة لدى بوعزة يحملون الاسم نفسه «بابا بالوك» وكأننا نطالع سيرة حياته، إن رواية «بارأفيون» تحكي عن هجرة الجيل الأول من المغاربة إلى هولندا، ورصد لحياة الجيل الثاني فيها وتشديد على ذوبان الجيل الثالث في هدا المجتمع. يمزج حفيظ بوعزة تفاصيل عدة من الثقافتين العربية والهولندية، مما يشكل روحاً متداخلة في نصه المثير للجدال، إضافة إلى تأثيرات واضحة من الثقافة اليونانية القديمة، ونبذات تاريخية ترصد تطور المجتمع المغربي المعاصر خلال الأعوام الثلاثين الماضية. ورغبة منه في صنع شخصية خاصة ومتفردة لأبطال عمله، يضع على ألسنة شخصياته عبارات من اللغة الهولندية القديمة، مما يشكل تجاوراً غير مسبوق في المزواجة بين القديم والجديد في الأدب الهولندي المعاصر، إلى جوار العادات العربية التي نقلها الكاتب بحرفية عالية وجعلها ضمن النسيج الحياتي الراهن في أوروبا المعاصرة.
بلغت مبيعات الرواية حوالي 40.000 نسخة.

## وصلات خارجية
- بارافيون، مختصر بالإنجليزية NLPVF.